# Anosognosia
Anosognosia (do grego antigo ἁ- [a-] [partícula de negação], νόσος [nosos]‚ doença, γνῶσις [gnōsis]‚ reconhecimento) é um estado neurológico caracterizado pela incapacidade de uma pessoa ter  consciência de sua própria doença. Ela aparece comumente em conjunção com um AVC. A anosognosia foi descrita pela primeira vez por Joseph Babinski, em 1914 (Síndrome de Anton-Babinski) ao referir-se à inconsciência de uma hemiplegia.

## Formas da Anosognosia
Peters diferencia duas formas:
1. Não poder reconhecer, por exemplo, a paralisia de uma metade do corpo;
2. Não querer reconhecer, por exemplo, distúrbios corporais.